# FB MSBS Grot
Das FB MSBS Grot (polnisch: Modułowy System Broni Strzeleckiej „Grot“, deutsch: Modulares Handfeuerwaffensystem „Speerspitze“) ist ein modulares Sturmgewehr des polnischen Waffenherstellers Fabryka Broni Łucznik. Es soll das Kbs wz. 1996 Beryl als Ordonnanzwaffe der Polnischen Streitkräfte ersetzen. Namensgeber ist der polnische General Stefan Rowecki.

## Technik
Das FB MSBS Grot ist ein Gasdrucklader mit kurzem Hub und Drehkopfverschluss. Es ist das erste polnische Gewehr, das vollständig NATO-Standards entspricht. Die modulare Bauweise erlaubt es dem Benutzer, den Lauf zu wechseln und unterschiedliche Lauflängen zu verwenden. So kann das Sturmgewehr beispielsweise zum Designated Marksman Rifle umfunktioniert werden. Der Lauf ist kanneliert. Magazinlöseknopf, Spannschieber und Verschlussfang- und Feuerwahlhebel sind beidhändig bedienbar. Der Spannschieber bewegt sich beim Schießen nicht mit. Der Hülsenauswurf kann beidseitig eingestellt werden. Die Schulterstütze ist klapp- und längenverstellbar. Die Wangenauflage ist höhenverstellbar. Der Handschutz ist M-LOK-kompatibel.

## Galerie

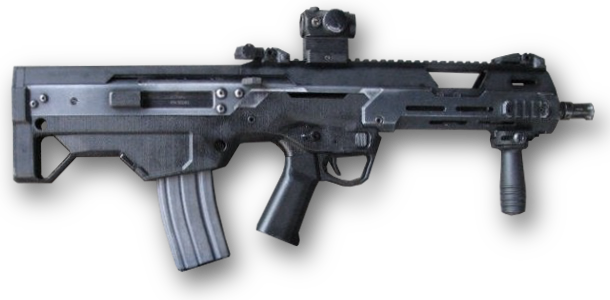
Bullpupversion Grot B
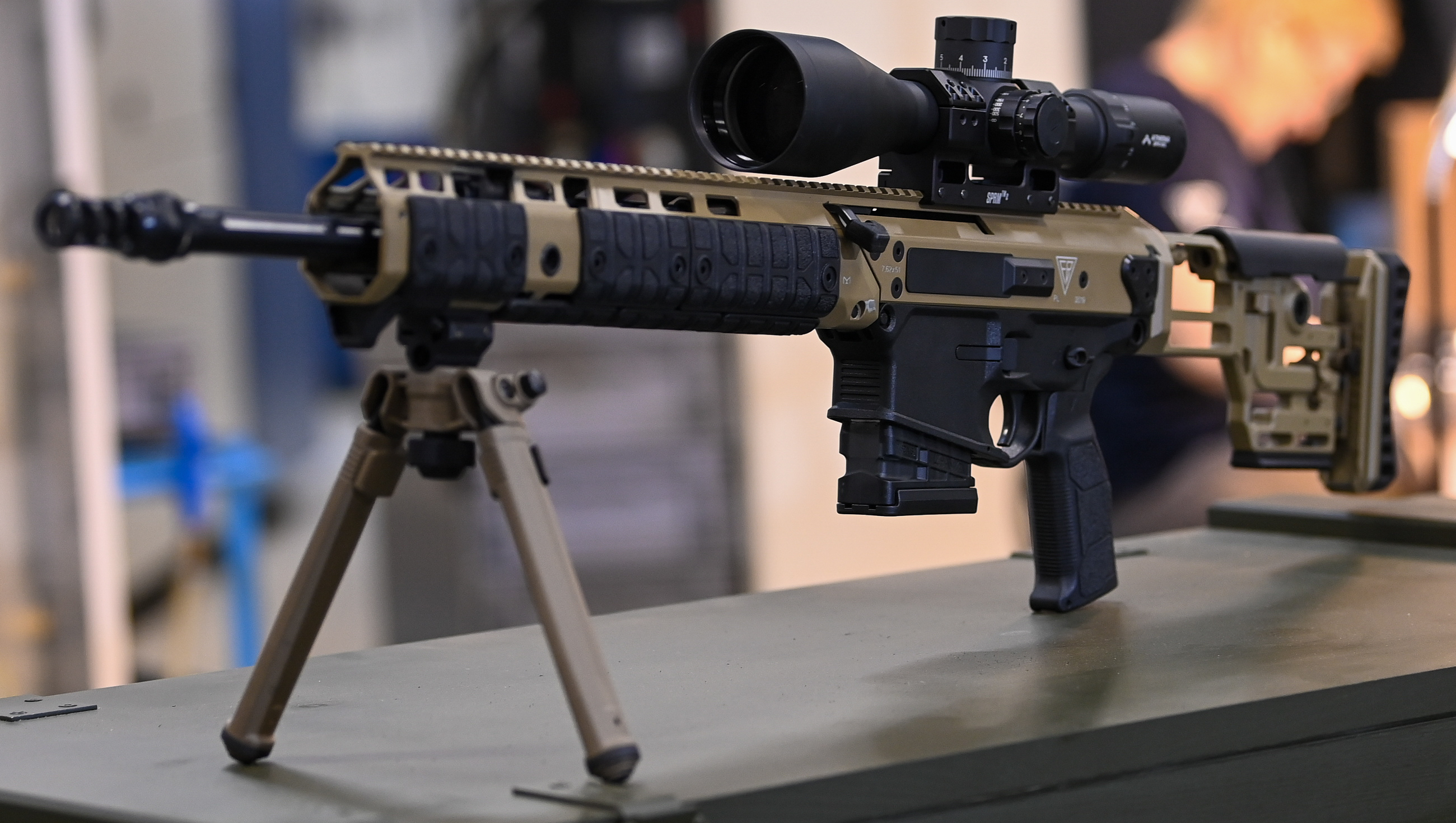
Designated Marksman Rifle Grot 762N im Kaliber 7,62 × 51 mm NATO
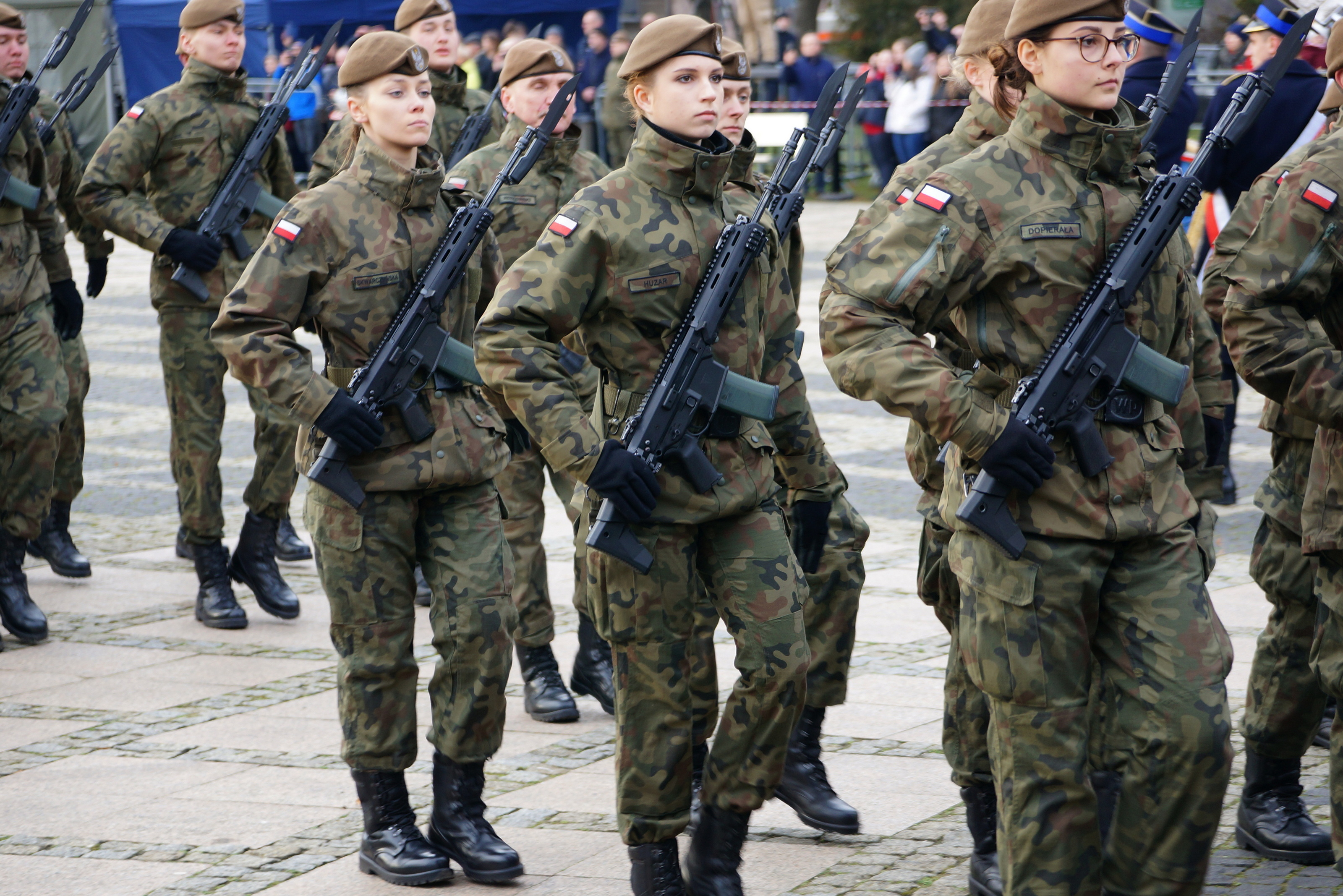
Soldaten der Territorialverteidigung mit Grot-Sturmgewehren